# ナショナル・ボード・オブ・レビュー賞 (2013年)
85th NBR Awards
作品賞: 
『her/世界でひとつの彼女』
第85回ナショナル・ボード・オブ・レビュー賞は、2013年の映画に対して贈られる映画賞であり、2013年12月4日に発表された。

## 受賞一覧
※受賞は太字

### 作品賞
- 『her/世界でひとつの彼女』（スパイク・ジョーンズ監督）

### トップ10
※アルファベット順
- 『それでも夜は明ける』 12 Years a Slave
- 『フルートベール駅で』 Fruitvale Station
- 『ゼロ・グラビティ』 Gravity
- 『インサイド・ルーウィン・デイヴィス 名もなき男の歌』 Inside Llewyn Davis
- 『ローン・サバイバー』 Lone Survivor
- 『ネブラスカ ふたつの心をつなぐ旅』 Nebraska
- 『プリズナーズ』 Prisoners
- 『ウォルト・ディズニーの約束』 Saving Mr. Banks
- 『LIFE!』 The Secret Life of Walter Mitty
- 『ウルフ・オブ・ウォールストリート』 The Wolf of Wall Street

### 監督賞
- スパイク・ジョーンズ - 『her/世界でひとつの彼女』

### 主演男優賞
- ブルース・ダーン - 『ネブラスカ ふたつの心をつなぐ旅』

### 主演女優賞
- エマ・トンプソン - 『ウォルト・ディズニーの約束』

### 助演男優賞
- ウィル・フォーテ - 『ネブラスカ ふたつの心をつなぐ旅』

### 助演女優賞
- オクタヴィア・スペンサー - 『フルートベール駅で』

### 脚本賞
- コーエン兄弟 - 『インサイド・ルーウィン・デイヴィス 名もなき男の歌』

### 脚色賞
- テレンス・ウィンター - 『ウルフ・オブ・ウォールストリート』

### アニメーション映画賞
- 『風立ちぬ』

### ブレイクスルー男優賞
- マイケル・B・ジョーダン - 『フルートベール駅で』

### ブレイクスルー女優賞
- アデル・エグザルホプロス - 『アデル、ブルーは熱い色』

### 新人監督賞
- ライアン・クーグラー - 『フルートベール駅で』

### アンサンブル演技賞
- 『プリズナーズ』

### 外国語映画賞
- 『ある過去の行方』 (アスガル・ファルハーディー監督)  イラン

### 外国語映画トップ5
※アルファベット順
- 『汚れなき祈り』 Beyond the Hills  ルーマニア
- 『グロリアの青春』 Gloria  ドイツ
- 『グランド・マスター』 The Grandmaster  香港
- 『シージャック（英語版）』A Hijacking  デンマーク
- 『偽りなき者』 The Hunt  デンマーク

### インディペンデント映画トップ10
※アルファベット順
- 『セインツ -約束の果て-』 Ain't Them Bodies Saints
- 『ダラス・バイヤーズクラブ』 Dallas Buyers Club
- 『私にだってなれる! 夢のナレーター単願希望（英語版）』In a World...
- Mother of George
- Much Ado About Nothing
- 『MUD -マッド-』 Mud
- 『プレイス・ビヨンド・ザ・パインズ/宿命』 The Place Beyond the Pines
- 『ショート・ターム』 Short Term 12
- 『サイトシアーズ〜殺人者のための英国観光ガイド〜（英語版）』 Sightseers
- 『いま、輝くときに』 The Spectacular Now

### ドキュメンタリー映画賞
- 『物語る私たち』 （サラ・ポーリー監督）

### ドキュメンタリー映画トップ5
※アルファベット順
- 『バックコーラスの歌姫たち』 20 Feet from Stardom
- 『アクト・オブ・キリング』The Act of Killing
- After Tiller
- Casting By
- The Square

### スポットライト賞
- マーティン・スコセッシとレオナルド・ディカプリオのコラボレーション

### 特別映画製作業績賞
- 『ゼロ・グラビティ』

### 表現の自由賞
- 『少女は自転車にのって』

### ウィリアム・Ｋ・エヴァーソン映画史賞
- ジョージ・スティーブンス・ジュニア（英語版）